# Cunninghamproject
Het Cunninghamproject zoekt delers van getallen van de vorm {\displaystyle b^{n}\pm 1} voor {\displaystyle b=2,3,5,6,7,10,11,12} en hoge machten van {\displaystyle n}. Het project is genoemd naar Allan Joseph Champneys Cunningham (1842-1928), die in 1925 samen met H.J. Woodall de eerste versie van deze tabel publiceerde. Als zodanig is het project een van de langstlopende activiteiten in de numerieke getaltheorie.
De meest recente tabellering van deze delers is the vinden in het e-boek "Factorizations of bn ± 1, b = 2, 3, 5, 6, 7, 10, 11, 12 up to high powers" door John Brillhart, D. H. Lehmer, J. L. Selfridge, Bryant Tuckerman, en S. S. Wagstaff, Jr., American Mathematical Society, Providence,
Rhode Island, derde druk, 2002. 
De Brent-Montgomery-te Riele tabel is een uitbreiding van het Cunninghamproject voor {\displaystyle 13<b<1000}.